# Émile Topsent
Émile Topsent (Le Havre, 10 febbraio 1862 – Digione, 22 settembre 1951) è stato un biologo francese.
Specialista in Poriferi, ha dato un  contributo ineguagliabile alla conoscenza delle spugne del mar Mediterraneo.
I suoi studi sulla collezione di spugne del principe Alberto I di Monaco (1848-1922) hanno posto le fondamenta della attuale classificazione sistematica dei Poriferi.
Nel 1920 è stato chiamato a presiedere la Société zoologique de France.
Dal 1919 al 1927 è stato curatore del Museo Zoologico di Strasburgo. 
Parte della sua collezione di spugne è attualmente custodita presso il Muséum National d'Histoire Naturelle di Parigi.
Numerose specie sono state a lui dedicate tra cui: Acheliderma topsenti Burton, 1932, Axinyssa topsenti Lendenfeld, 1897, Chondropsis topsenti Dendy, 1895, Corticium topsenti Pouliquen, 1972, Cryptotethya topsenti Thiele,1900, Desmacella topsenti Burton, 1930, Desmanthus topsenti Hentschel,1912, Dragmatyle topsenti Burton, 1954, Dysideopsis topsenti Hentschel, 1912, Echinodictyum topsenti De Laubenfels, 1936, Erylus topsenti Lendenfeld, 1903, Eurypon topsenti Pulitzer-Finali, 1983, Grayella topsenti Babic, 1922, Haddonella topsenti I. Sollas, 1903, Halichondria topsenti De Laubenfels, 1936, Hymenotrocha topsenti Burton, 1930, Hymerhabdia topsenti Lévi, 1952, Jaspis topsenti Thiele, 1900, Leucandra topsenti Breitfuss, 1929, Raspailia topsenti Dendy, 1924 , Reniera topsenti Thiele, 1905, Rhabderemia topsenti Van Soest & Hooper, 1993, Rhabdoploca topsenti Hentschel, 1912, Spongosorites topsenti Dendy, 1905, Stelletta topsenti Thiele,1903, Suberella topsenti Burton, 1929, Tedania topsenti De Laubenfels, 1930, Tylaspis topsenti Lévi & Lévi, 1983, Erylus topsenti von Lendenfeld, 1903, Crella topsenti Babiç, 1922, Aristias topsenti Chevreux, 1900, Thoracactis topsenti Gravier C., 1918 nonché il genere Topsentia Berg, 1899.

## Alcune opere
- Contribution à l'étude des clionides, 1888.
- Resultats des Campagnes Scientifiques Accomplies sur son Yacht par Albert Ier Prince Souvrain de Monaco, 1892.
- Contribution à l'étude des spongiaires de l'Atlantique nord, 1892.
- Spongiaires des Açores, 1904.
- Expédition antarctique française 1903-1905, commandée par le Dr Jean Charcot. Sciences naturelles, documents scientifiques. Spongiaires et coelentérés, 1908.
- Spongiaires De L'Expedition Antarctique Nationale Ecossaise, 1913.
- Spongiaires provenant des campagnes scientifiques de la Princesse-Alice dans les mers du Nord 1898-1899, 1906-1907, 1913.
- Etude de spongiaires du Golfe de Naples, 1925.
- Diagnoses d'éponges nouvelles recueillies par le prince Albert Ier de Monaco, 1927.
- Spongiaires de l'Atlantique et de la Méditerranée provenant des croisières du Prince Albert Ier de Monaco, 1928.
- Aperçu de la faune des Eponges calcaires de la Méditerranée, 1934.
- Guide pour la connaissance d'éponges de la Méditerranée tableaux de corrections apportées aux mémoires d'O. Schmidt sur le sujet 1862, 1864, 1868, 1945

| Topsent è l'abbreviazione standard utilizzata per le specie animali descritte da Émile Topsent. Categoria:Taxa classificati da Émile Topsent |